# Macération carbonique
De macération carbonique (maceratie onder koolzuur) is een moderne wijntechniek waarbij de druiven vóór de alcoholische hoofdgisting ongeplet in een afgesloten vat onder extra toegevoegd koolzuurgas een periode onder anaerobe omstandigheden kunnen rijpen. Hierbij stopt de natuurlijke plantenademhaling van de druif (door zuurstofgebrek) en treedt een autolyseproces op waarbij de druif zichzelf onder invloed van de eigen celenzymen verteert. Door deze techniek komt het aroma beter tot ontwikkeling. De druif breekt onder het gewicht op een gegeven moment spontaan open waarna alsnog de normale alcoholische gisting begint. Zijn de suikers eenmaal vergist, dan vindt nog een malolactische gisting plaats die de wijn stabiliseert.
Deze techniek wordt vooral toegepast met de blauwe druivensoorten Carignan, Gamay en Grenache noir. Deze methode is bekend door de Beaujolais primeur. Wijnen die op deze manier gemaakt worden, zijn sneller op smaak, erg fruitig maar duidelijk minder lang houdbaar. De druiven van de al genoemde beaujolais primeur worden meestal medio september geplukt en de verkoop aan consumenten start traditioneel op de 3e donderdag van november van hetzelfde jaar. 